# Amane Beriso Shankule
Amane Beriso Shankule (Etiòpia, 13 d'octubre de 1991) és una esportista etíop de llarga distància. Va guanyar la medalla d'or al Campionat Mundial d'Atletisme de 2023 a Budapest, en la prova de marató. El 2022, va millorar la seua marca personal de marató en gairebé sis minuts aconseguint la victòria a la Marató de València 2022, col·locant-se tercera a la llista mundial de tots els temps. Beriso va acabar segona a la Marató de Boston de 2023 .

## Carrera
Beriso Shankule va guanyar la Mitja Marató de Copenhaguen el 2014. Un any després, amb 23 anys va fer marca personal no oficial en la prova amb 1:08:43 en guanyar la Mitja Marató Roma-Ostia . El 2016, va debutar a la marató arribant en segon lloc a la Marató de Dubai amb un temps de 2:20:48, una posició que també va fer a la Marató de Praga 2017 (2:22:15).
Després de la Marató de Praga del 2017, Beriso Shankule va fer front a una sèrie de lesions a la cama i el genoll. Va guanyar la Marató de Bombai el 2020 (2:24:51), però no es va recuperar completament fins al 2022.
L'agost de 2022, va guanyar la Marató de Ciutat de Mèxic a una alçada de més de 2.000 metres (2:25:05). El 4 de desembre, amb 31 anys va aconseguir la victòria de la Marató de València, amb 2:14:58 i una millora de 5:50 respecte a la seua marca personal del 2016, establint un rècord de la cursa, rècord nacional d'Etiòpia i tercer millor temps de tots els temps. Es va convertir en la tercera dona en baixar dels 2:15:00.
L'abril de 2023, Beriso Shankule va acabar segona a la Marató de Boston amb un temps de 2:21:50, a 12 segons d'Hellen Obiri.

## Millors personals
- 10 quilòmetres – 32:52 (Langueux 2015)
- Mitja marató - 1:10:54 (Varsòvia 2015) (1:08:43 no legal, 2015)
- Marató 2:14:58 (València 2022) NR, 3r més ràpid de tots els temps.